# JCDecaux
JCDecaux est un groupe industriel français spécialisé dans la publicité urbaine, déclinée sur divers supports de mobilier urbain.
C’est une multinationale principalement connue pour ses systèmes d'arrêts d'autobus publicitaires (l’abribus), et ses systèmes de location de vélos en libre-service. JCDecaux est la plus grande société de publicité extérieure au monde.
En 2020, JCDecaux emploie 13 030 personnes dans le monde, le groupe est implanté dans plus de 80 pays et 3 918 villes de plus de 10 000 habitants. En France, JCDecaux emploie environ 3 500 personnes. Son siège social est situé à Neuilly-sur-Seine en banlieue parisienne. Le site le plus important de France, qui comprend l’atelier de la société, est basé à Plaisir dans les Yvelines (Île-de-France).

## Histoire

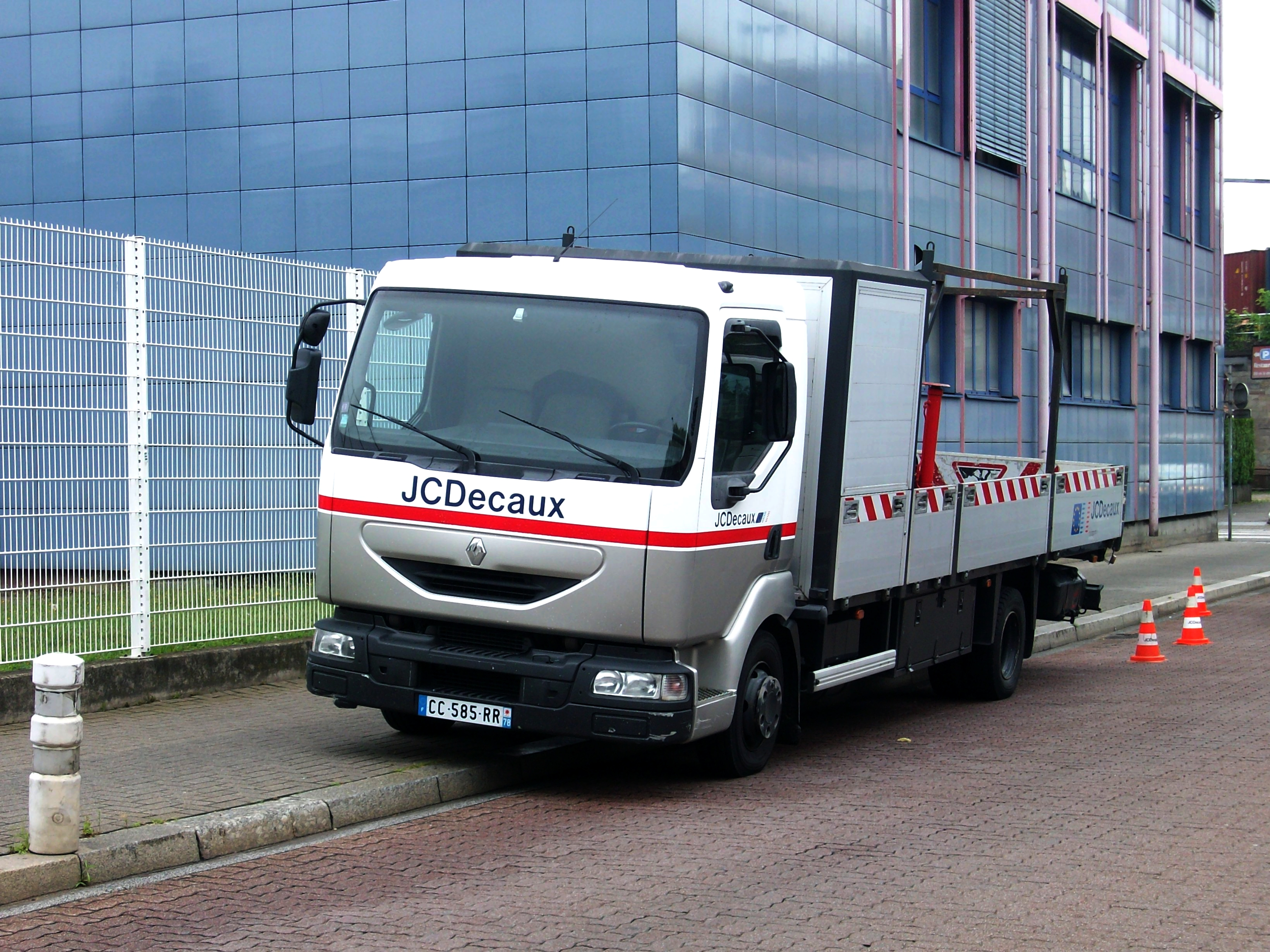
Camion de maintenance JCDecaux.

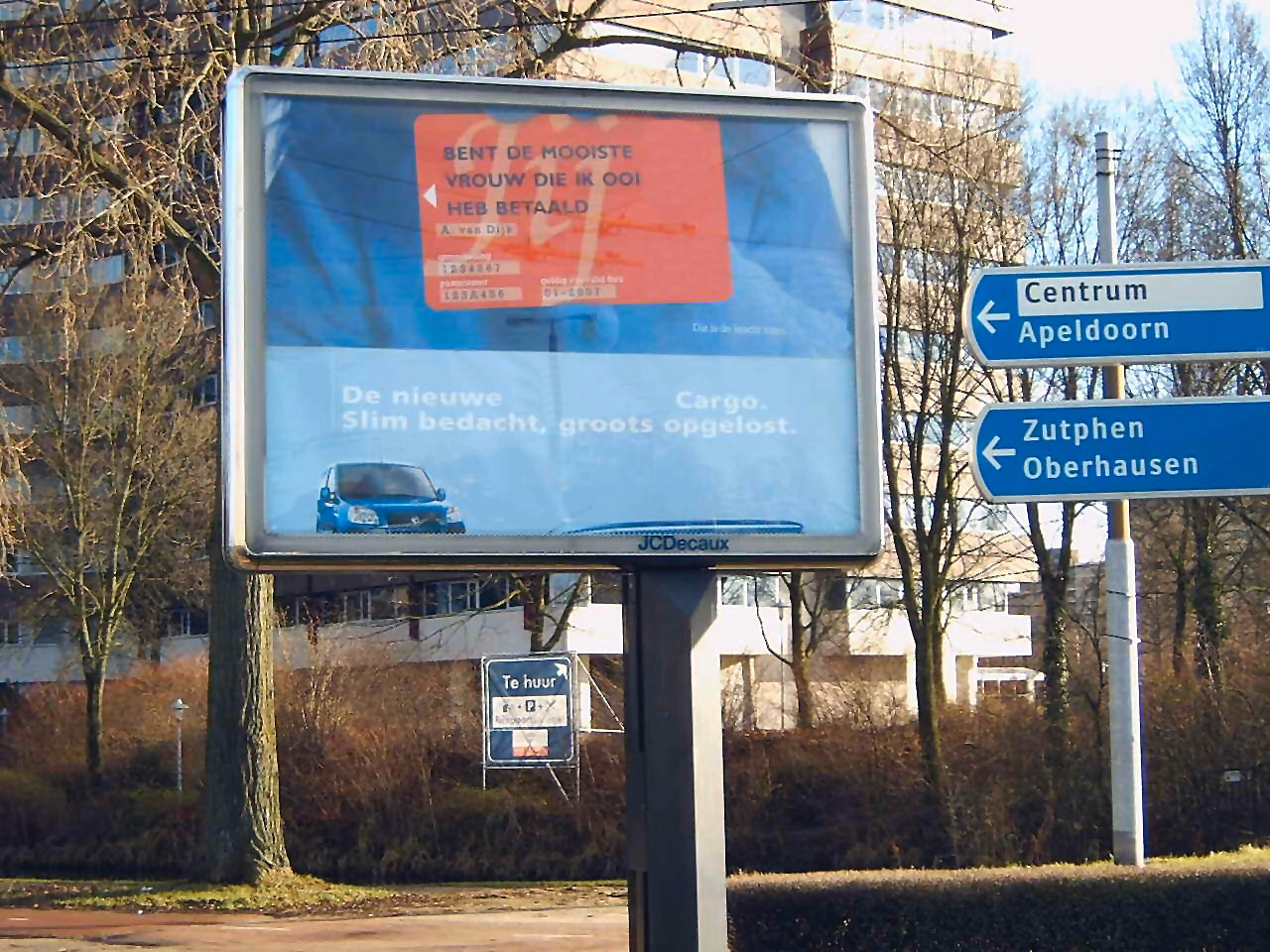
Panneau déroulant JCDecaux à double-face.

En 1955, Jean-Claude Decaux (1937-2016) crée une société qui vend des panneaux publicitaires sur autoroute. Ceux-ci étant fortement taxés par une loi de 1964, JCDecaux se réoriente vers l’affichage urbain, avec un nouveau concept qui consiste à offrir aux municipalités des abris d’autobus entièrement financés par les annonceurs publicitaires.
Le projet est testé pour la première fois avec la municipalité de Lyon. Le maire de l'époque, Louis Pradel, autorise en 1964 la pose du premier panneau publicitaire au niveau du pont de la Guillotière. L'activité s’étend rapidement aux villes de Grenoble, d’Angers et de Poitiers. Pendant les premières années, la société se heurte aux réticences des annonceurs sceptiques sur l’impact de ces affiches relativement petites. L’entreprise décolle au début des années 1970, avec l’Abribus Standard en 1970.
Dans les années 1970, l’entreprise se développe avec les premiers mobiliers urbains pour l’information (MUPI) d’une surface de 2 m2 et les « seniors », panneaux publicitaires de 8 m2. Par la suite, JCDecaux rachète la société Fermière (affermage) des colonnes Morris et les trois premiers pays à en bénéficier sont la France, l’Allemagne et l’Espagne. Les premiers panneaux déroulants apparaissent en 1988. Ils permettent d’augmenter le nombre d’espaces publicitaires sans augmenter le nombre de structures.
En 1980, JCDecaux développe en France les JEI (Journaux Électroniques d’Information) qui diffusent des messages d’informations culturels, associatifs, sportifs ou administratifs à l’intention des habitants. En 1981, JCDecaux installe dans les villes françaises des sanitaires publics à entretien automatique. Les premiers sanitaires accessibles aux handicapés seront implantés à San Francisco en 1994.
JCDecaux installe ses premiers écrans numériques en 1998 dans le métro de Vienne. Le format numérique permet par exemple d’adapter les messages publicitaires en fonction de la date et de l’heure.
En 1999, le groupe acquiert HMC (Havas Media Communication) avec dans le package Avenir. Cette acquisition lui permet de se développer sur les activités grand format et la publicité dans les aéroports.
En 2001, JCDecaux est introduit en bourse avec un cours d’ouverture de 16,5 €.
En 2002, Jean-Claude Decaux laisse la direction de l'entreprise à deux de ses trois fils, Jean-Charles et Jean-François. Ils sont co-directeurs généraux du groupe.
JCDecaux installe son premier système de vélos en libre-service à Vienne, en Autriche, en 2003, suivie de Lyon en 2005. En 2007, Paris lance un appel d'offres pour son mobilier urbain et l’installation de vélos en libre-service remporté par JCDecaux. Aujourd’hui, JCDecaux est classé numéro un mondial du vélo en libre-service, avec près de 47 000 vélos en libre-service dans 66 villes dans le monde. JCDecaux exploite son service de vélos en libre-service sous la marque Cyclocity.
Dans les années 2000, les dispositifs d’informations publicitaires deviennent plus animés et plus interactifs notamment dans les aéroports et les centres commerciaux.
Le siège social de l'entreprise est à Neuilly-sur-Seine. JCDecaux est présent dans plus de 75 pays et sur 5 continents.
En 2010, JCDecaux a augmenté son parc d'affichage électronique de 40 %, soit un total de 6 500 écrans. Cela ne représente toutefois que 5 % de ses surfaces d'affichage.
En 2011, JCDecaux acquiert Mediakiosk en tant qu’actionnaire majoritaire.
le 27 mai 2016, Jean-Claude Decaux, le fondateur du groupe, décède à l'âge de 78 ans,.
En juin 2018, JCDecaux lance une offre d'acquisition sur APN Outdoor, une entreprise australienne spécialisée dans la publicitaire dans l'espace public, pour 830 millions de dollars US.
Fin 2018, JCDecaux compte 13 040 salariés dans le monde. L'entreprise française réalise un chiffre d'affaires de 1,643 milliard d'euros lors du premier semestre 2018. Le groupe est présent dans 4 033 villes de plus de 10 000 habitants dans le monde et il compte plus d'un million de faces publicitaires dans plus de 80 pays.
Début 2020, JCDecaux annonce un chiffre d'affaires de 3,5 milliards d'euros pour 2019, en progression de 9,6 %,. Le groupe subit néanmoins un ralentissement important en Asie.
Fin mars 2020, JCDecaux annonce une année à venir très délicate en raison de l'épidémie de Covid-19. Les confinements dans les pays où la firme est implantée (France, Italie, Espagne, États-Unis…) devraient provoquer une importante récession. Face à cette crise majeure, la direction de JCDecaux indique annuler son dividende pour l'année 2019 afin de renforcer sa liquidité, et négocie un plan de départ qui concernerait 5 % de son effectif.
Affecté par la crise liée à la pandémie de Covid-19, JCDecaux enregistre une perte nette de 605 millions d'euros sur l'ensemble de l'année 2020.
En novembre 2022, JCDecaux enregistre une croissance 14 % supérieure à ses attentes grâce à la reprise massive du trafic aérien qui redynamise l'affichage dans les aéroports. Il reste toutefois affecté par les restrictions en Chine, où le groupe possède un marché important.
En mai 2023, JCDecaux annonce l'acquisition de Clear Channel en Italie pour 9,3 millions d'euros en attendant la reprise de Clear Channel Espagne pour 2024.
En octobre 2024, JCDecaux décide de ne pas poursuivre l’acquisition des activités de Clear Channel en Espagne. Après plus de 14 mois d’instruction, JCDecaux décide de ne pas poursuivre cette opération qui devait compléter sa présence en Espagne, mais dont l’intérêt économique et stratégique ainsi que la faisabilité sont remis en cause par les indications de l’Autorité Espagnole sur la nature, le calendrier et les modalités de mise en œuvre des engagements exigés pour son autorisation.
En 2024, porté par le numérique, JCDecaux affiche un chiffre d'affaires en croissance de 10,2 % sur un an à 3,9 milliards d'euros, soit un niveau supérieur à l'avant Covid.

## Métiers
Le groupe compte quatre grands pôles d'activité : le mobilier urbain, les vélos en libre service, l’affichage grand format et la publicité dans les transports.

### Mobilier urbain

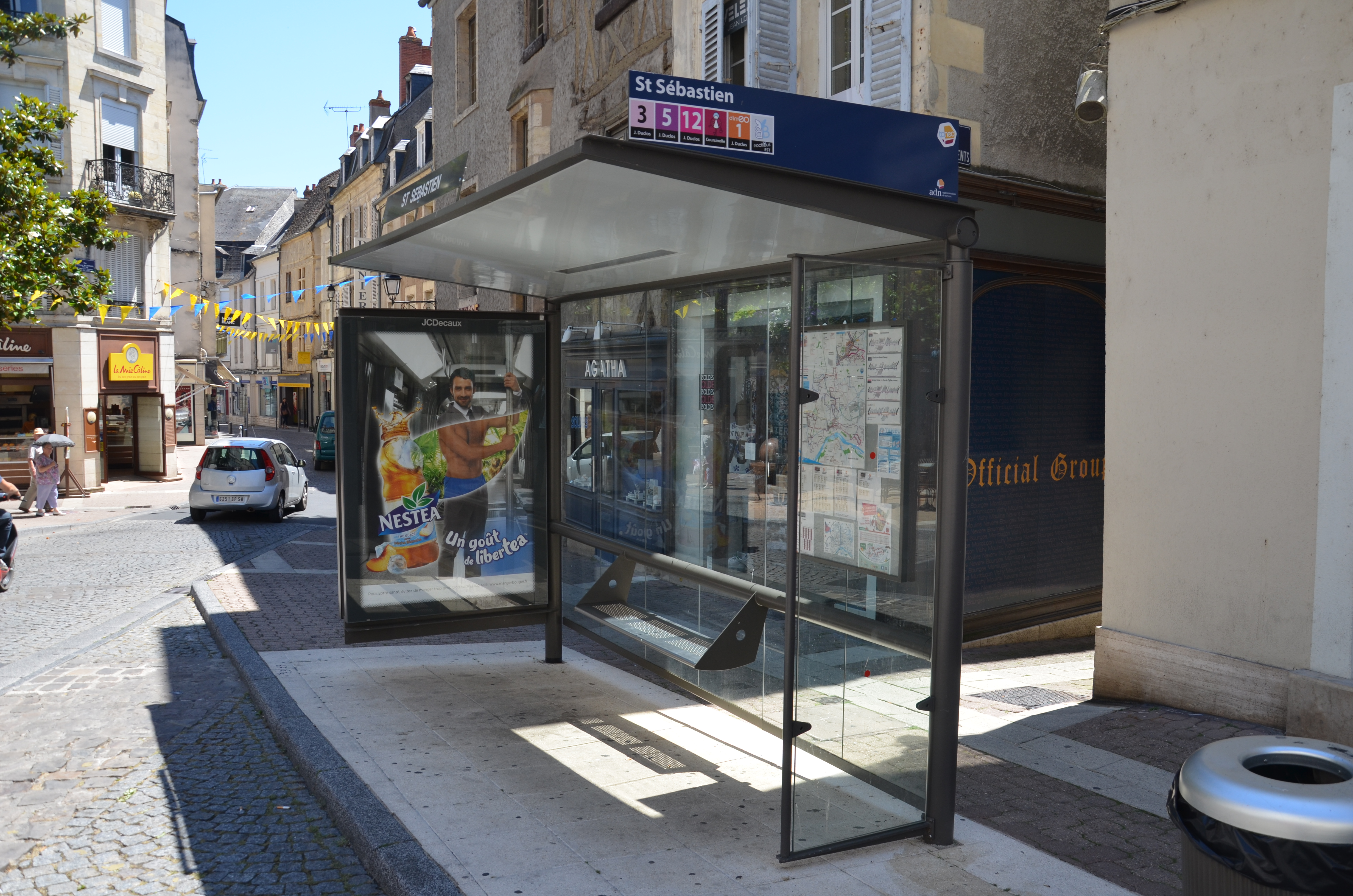
Abribus modèle « Foster » à Nevers.

Le mobilier urbain est un concept inventé par Jean-Claude Decaux. Le mobilier urbain publicitaire comporte des abribus, des colonnes Morris (réservées par la loi française aux activités culturelles), des MUPI (mobiliers urbains pour l’information) et des kiosques. Ces équipements permettent de toucher les centres-villes où les possibilités d'affichage grand format sont autrement limitées. Les villes conservent une partie des faces publicitaires pour leur propre communication.
Dans certains pays, le groupe exploite des contrats dans des centres commerciaux.
Le mobilier urbain comporte également un ensemble de mobiliers non publicitaires : sanitaires à entretien automatique, journaux électroniques d’information, bornes informatiques interactives des bancs publics, bornes de propreté, candélabres, panneaux de signalisation, récupérateurs de verres, de piles et de papier…
Afin d’adapter le mobilier à l’environnement de la ville et à son architecture, JCDecaux travaille avec des designers de renommée internationale, tels que Mario Bellini, Philip Cox, Peter Eisenman, Norman Foster, Patrick Jouin, Philippe Starck, Robert Stern, Martin Szekely et Jean-Michel Wilmotte. JCDecaux possède également un bureau d’étude qui travaille à l’amélioration et à la modernisation des mobiliers.

### Les vélos en libre service
JCDecaux a lancé son premier système de vélos en libre-service à Vienne, en Autriche, en 2003, et l’a développé en France avec Vélo’v à Lyon, en 2005. Depuis, JCDecaux gère, via sa filiale Cyclocity, les systèmes de vélos en libre-service de 70 villes dans le monde entier.
Cyclocity est chargé de l’installation, de l’exploitation, de l’entretien, de la maintenance et de la régulation du service. Une application mobile, un site web et un centre téléphonique de relation client accompagnent les usagers. En France, Cyclocity a été «Élu Service Client de l’Année 2016» dans la catégorie « Transport individuel de personnes ».

### Affichage Grand Format
L’affichage grand format comprend les panneaux publicitaires de plus de 8 m2. Ces supports peuvent prendre plusieurs formes, comme les toiles évènementielles (exemple : les bâches de chantier), exploitées par JCDecaux sous l’appellation Artvertising. JCDecaux loue aussi à des particuliers la possibilité d’implanter un panneau sur une façade ou dans un jardin.
En avril 2017, le tribunal de grande instance de Paris annule la réattribution du marché de l'affichage publicitaire, pourtant obtenue auparavant.
De 1964 à 2018, l'électricité des panneaux de JCDecaux dans la ville de Lyon est payée par la municipalité en raison de ce qui aurait été un oubli de facturation.

### Publicité dans les transports
L’appellation Transport regroupe la publicité en aéroport, dans les bus, tramways, métros, et taxis. JCDecaux exploite des concessions dans plus de 145 aéroports et plus de 276 métros, trains, tramways et bus.
En 2014, la publicité dans les transports a représenté 38,4 % du chiffre d’affaires de JCDecaux.
JCDecaux comptait 3159 salariés en France en 2013.

## Implantations dans le monde[35]
JCDecaux est implanté dans plus de 75 pays répartis sur les 5 continents. Le groupe réalise plus de 77,9 % de son chiffre d’affaires à l’international.

### Europe

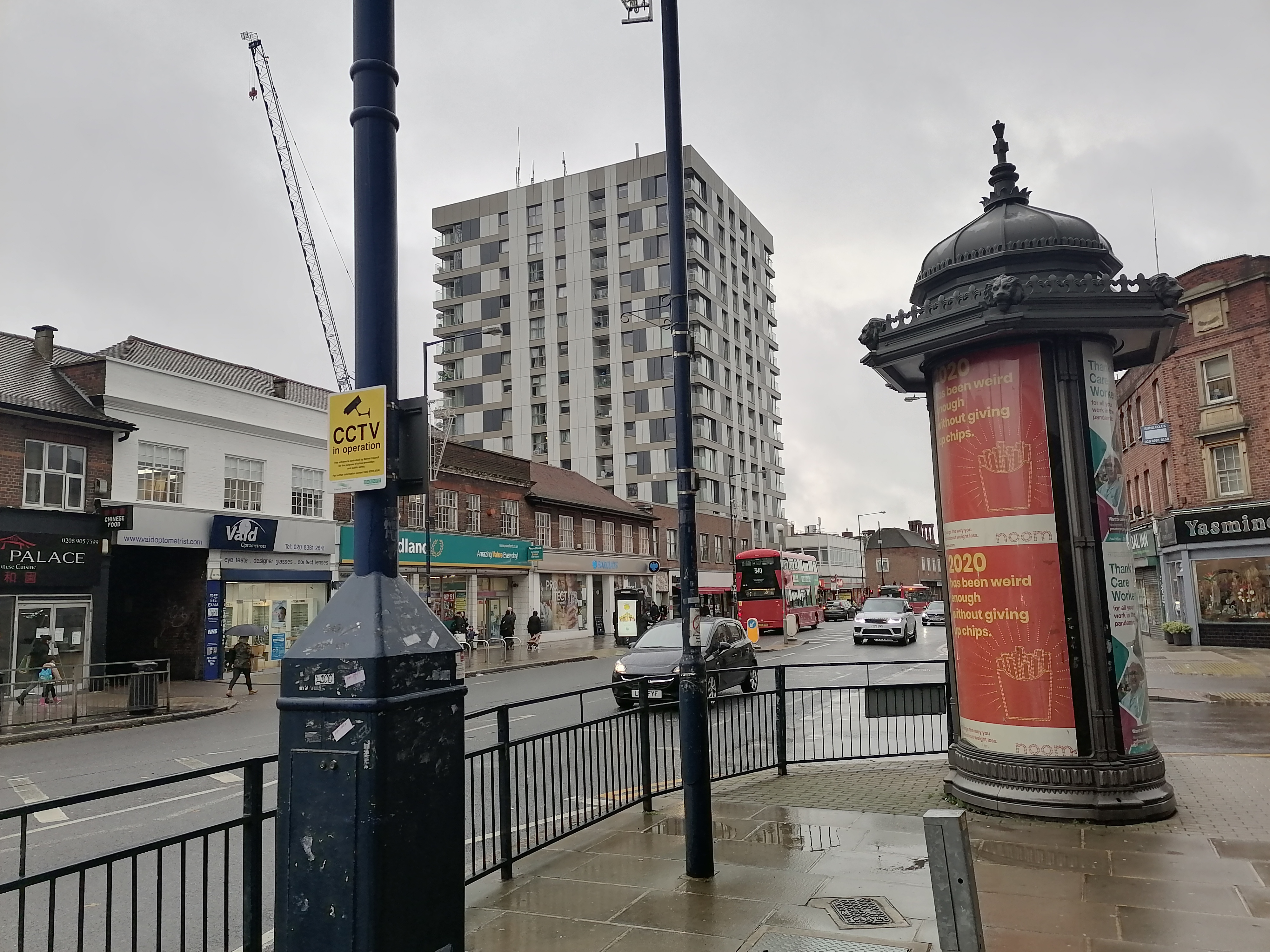
Colonne Morris sur Station Road, dans le borough londonien de Barnet.

JCDecaux a démarré son activité en France et s’est rapidement implanté à l’étranger avec son premier contrat en Belgique en 1966 puis au Portugal en 1971.
Grâce à son partenariat avec Wall AG, le groupe s’implante en Allemagne (1982) et en Turquie (1996). JCDecaux est présent au Royaume-Uni depuis 1984 en tant que leader du marché de la communication extérieure.
JCDecaux est maintenant présent dans la plupart des pays d’Europe : Luxembourg (1985), Pays-Bas (1986), Finlande (1989), Suède (1989), Espagne (1990), Slovaquie (1990), République tchèque (1995), Norvège (1998), Irlande (1999) et en Pologne (1999).
JCDecaux est aussi présent en Pays baltes (2002), Ukraine (2007), Bulgarie (2007) et en Hongrie (2012).
JCDecaux est également implanté au Danemark (AFA JCDecaux) dès 1989, en Italie (IGPDecaux) dès 1995, en Islande (AFA JCDecaux Islande) dès 1998, en Suisse (APG SGA) dès 1999, en Autriche (Gewista) dès 2001, en Croatie et en Slovénie (Europlakat) dès 2001, en Serbie ('Alma Quattro) dès 2003 et en Russie (Russ Outdoor) dès 2007 grâce à des prises de participation ou des joint-ventures.

### Amérique du Nord
JCDecaux est présent aux États-Unis depuis 1993 dans certaines grandes villes américaines et dans 26 aéroports dont les aéroports de Washington DC, de New York, de Boston et Los Angeles. Le siège de la branche se trouve à New York au 3 Park Avenue.
JCDecaux est également présent au Canada depuis 2002.

### Amérique Latine
JCDecaux est implanté au Brésil et Argentine en 1998, en Uruguay en 2000 et au Chili en 2001.
En 2012, JCDecaux renforce sa présence au Brésil par le gain d’un contrat pour 1 000 horloges numériques publicitaires à São Paulo.
En 2013, JCDecaux fait son entrée au Mexique, Guatemala, Costa Rica, El Salvador, Panama,  République Dominicaine grâce à l’acquisition de 85 % d’Eumex. JCDecaux s’implante au Pérou depuis 2014 en remportant l’aéroport international de Lima.
En décembre 2016, JCDecaux annonce la fusion de ses activités en Amérique centrale avec Top Media, pour créer un nouveau ensemble appelé JCDecaux-Top Media détenue à 71 % par JCDecaux.

### Afrique et Moyen-Orient
JCDecaux s'implante dans quatre pays d’Afrique : l'Algérie (2007), le Cameroun (2011), l'Afrique du Sud (2011) et la Côte d'Ivoire.
Au Moyen-Orient, JCDecaux est présent au Qatar (joint-venture q.média Decaux) depuis 2006, aux Émirats arabes unis depuis 2007, en Arabie saoudite depuis 2010, en Azerbaïdjan et à Oman depuis 2012.
JCDecaux est aussi implanté en Israël depuis 2008.

### Asie et Océanie
JCDecaux est implanté en Australie depuis 1997.
En Asie, JCDecaux est présent à Singapour (1999), en Thaïlande (1999), au Japon (2000) sous le nom de MCDecaux et en Corée du Sud depuis 2001.
JCDecaux s'implante en Chine depuis 2004 avec 7 aéroports dont Shanghai et Pékin.
Le groupe est également présent en Inde (2006), en Ouzbékistan (2006), au Kazakhstan (2007) ainsi, en Mongolie par une coentreprise (2014).
Le 4 janvier 2019, JCDecaux annonce avoir signé avec le groupe Kansai Airports sa première exploitation d'un aéroport au Japon pour une durée de dix ans. Le contrat porte sur les aéroports de Kansai et d'Osaka.
Début 2019, JCDecaux compte onze aéroports sous concession dans la région Asie-Océanie.

## Organisation
Le groupe JCDecaux est composé d’un directoire et d’un conseil de surveillance.

### Directoire
Le directoire assure la gestion opérationnelle du groupe. Il est composé de six membres : Jean-François Decaux, Jean-Charles Decaux, Jean-Sébastien Decaux, David Bourg, Emmanuel Bastide et Daniel Hofer. Le président est nommé pour an, Jean-François Decaux et Jean-Charles Decaux assurent en alternance un an sur deux les fonctions de président du directoire.
Le directoire est assisté de deux comités, le comité d’audit et le comité de rémunération et des nominations.

### Conseil de surveillance
Le conseil de surveillance contrôle la gestion de la société exercée par le Directoire. Depuis 2013, Gérard Degonse en est le président. Les autres membres sont Jean-Pierre Decaux, Alexia Lefort-Decaux, Michel Bleitrach, Monique Cohen, Pierre Mutz, Pierre-Alain Pariente, Xavier de Sarrau et Maurice Ducrocq.

## Données financières
| Années                  | 2003  | 2004  | 2005  | 2006  | 2007  | 2008  | 2009    | 2010  | 2011  | 2012    | 2013  | 2014  | 2015  | 2016  | 2017  | 2018  | 2019    |
| ----------------------- | ----- | ----- | ----- | ----- | ----- | ----- | ------- | ----- | ----- | ------- | ----- | ----- | ----- | ----- | ----- | ----- | ------- |
| Chiffre d'affaires      | 1 544 | 1 627 | 1 745 | 1 946 | 2 107 | 2 169 | 1 918,8 | 2 350 | 2 813 | 2 622,8 | 2 676 | 2 813 | 3 208 | 3 393 | 3 492 | 3 618 | 3 890,2 |
| Résultat d'exploitation | 0000  | 284   | 299   | 332   | 350   | 236   | 122,8   | 279   |       | 316,4   |       | 335   | 371,4 | 351,4 | 358   | 339,8 |         |
| Résultat net            | 55    | 165   | 199   | 204   | 225   | 108   | 24,5    | 173,3 |       | 207,3   | 220   | 216   | 241,4 | 223,5 | 204   | 219,9 |         |
| Capitaux propres        | NC    | 1 584 | 1 753 | 1 866 | 1 992 | 1 970 | 2 009   | 3 378 |       |         |       |       |       |       |       |       |         |
| Dette financière        | NC    | 524   | 716   | 808   | 856   | 801   | 670     | 358,8 |       |         |       | -83,5 | 401   |       |       |       |         |